# Anapu
Anapu is een gemeente in de Braziliaanse deelstaat Pará. De gemeente telt 25.414 inwoners (schatting 2015).

## Aangrenzende gemeenten
De gemeente grenst aan Novo Repartimento, Pacajá, Portel, São Félix do Xingu, Senador José Porfírio en Vitória do Xingu.